# El Mirador

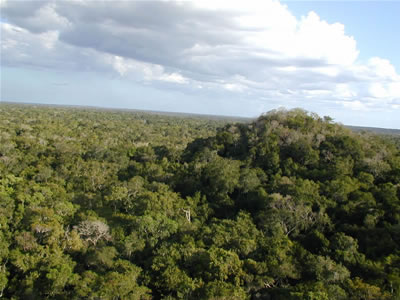
Piramida Tygrysa w El Mirador

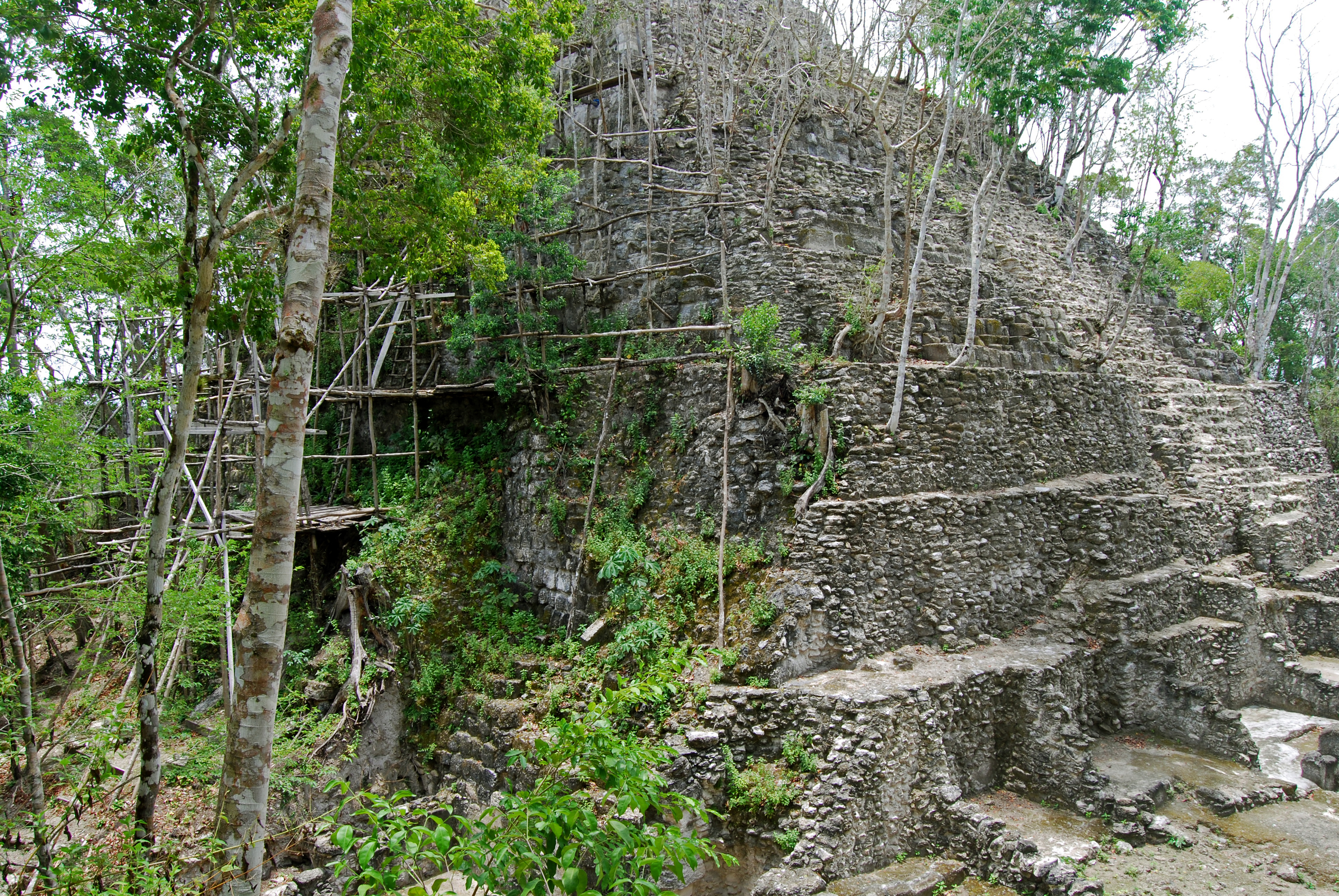
Piramida w El Mirador

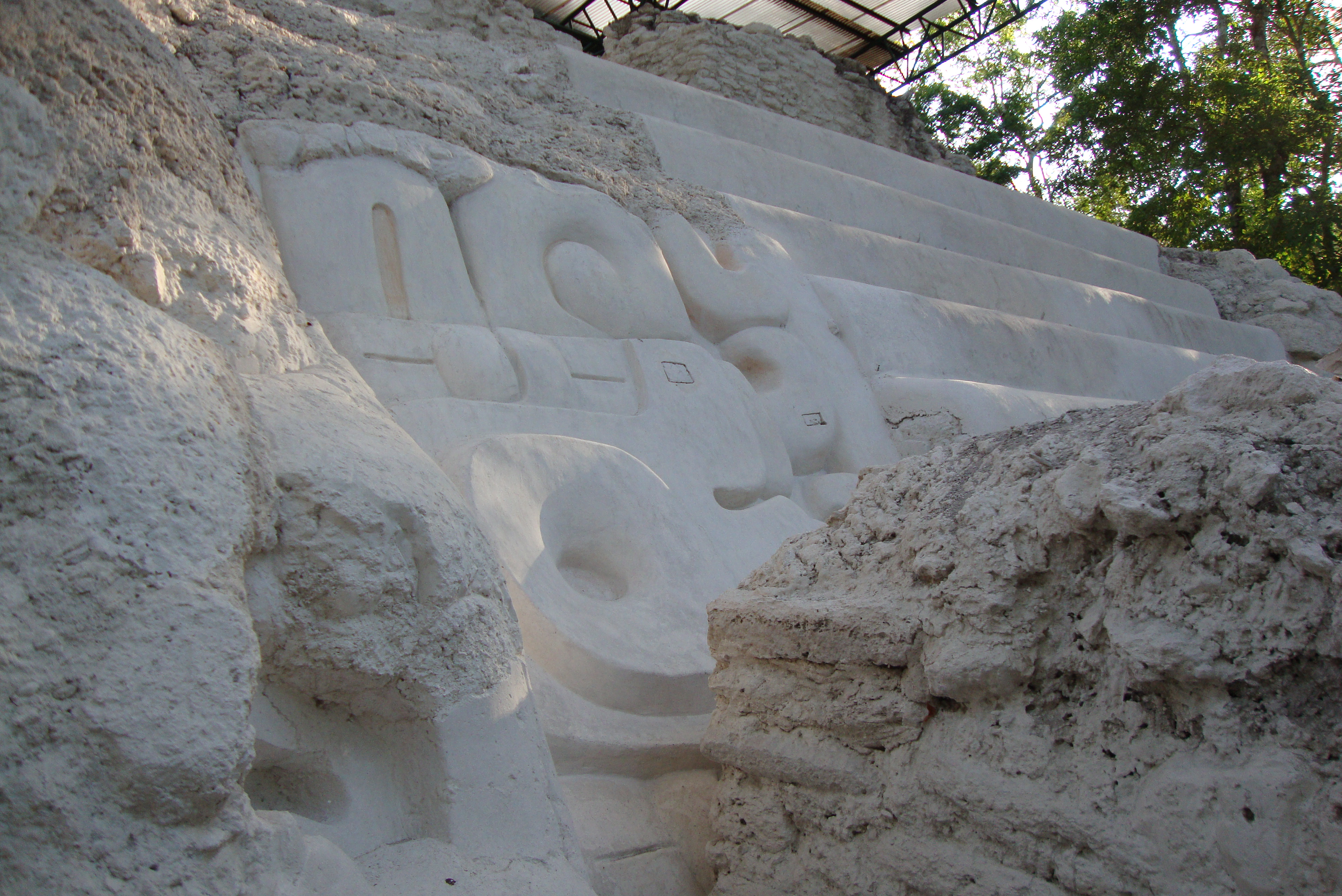
Stiukowa maska w El Mirador

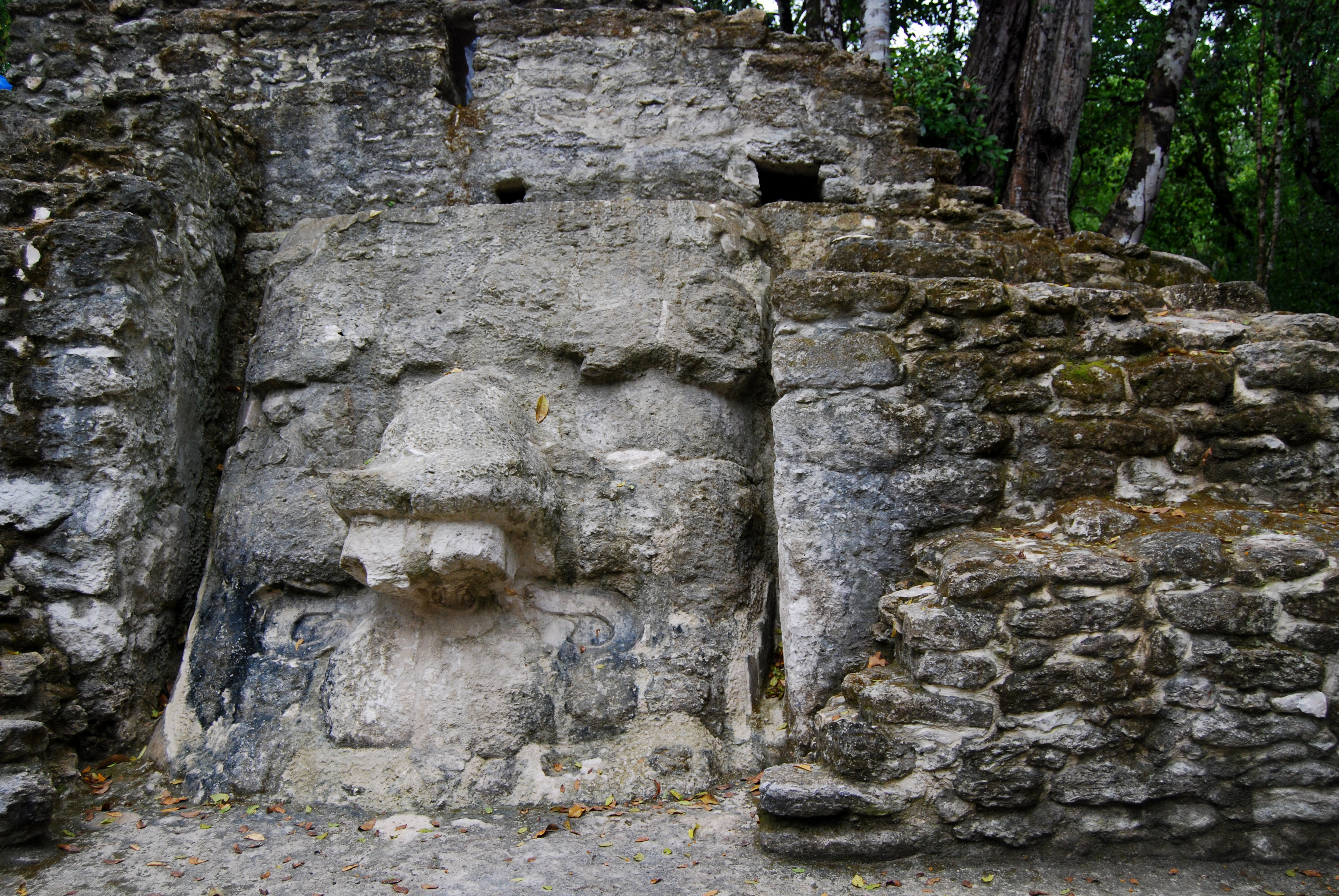
Maszkaron w Strukturze 313 w Wielkim Akropolu Centralnym w El Mirador

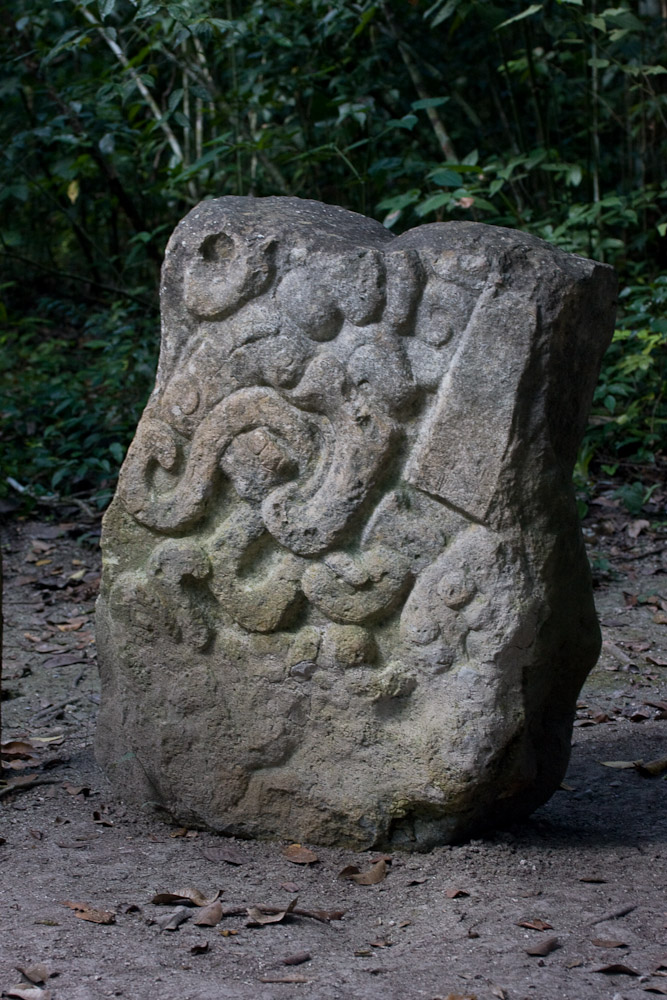
Stela 2 w El Mirador

El Mirador – pozostałości miasta Majów położonego w północnej części Gwatemali, w departamencie Petén, w gminie San Andrés, przy granicy z Meksykiem.
El Mirador leży w rozległej, bagnistej dolinie o tej samej nazwie.
Ruiny zostały odkryte w 1926 roku, a regularne wykopaliska rozpoczęto na tym terenie w 1978 roku. Tylko niektóre z kompleksów miasta zostały do tej pory przebadane i odsłonięte.
Początki El Mirador datuje się na VI w. p.n.e., a jego rozkwit na okres od III w. p.n.e. do I w. n.e., po czym niedługo wyludniło się. Majowie wrócili do miasta kilkaset lat później, a ostatecznie porzucili je w IX w. n.e.
W późnym okresie preklasycznym El Mirador należał do najważniejszych centrów cywilizacji Majów.
W okresie świetności miasto zamieszkiwało co najmniej 80 tysięcy osób. Odkryto w nim około 30 kompleksów świątynnych, które miały postać piramid z trzema szczytami. Największy z nich, La Danta, przewyższa swoją objętością piramidę Cheopsa, choć jest od niej niższy. Jego wysokość wynosi 72 m. Inną piramidą, o wysokości 55 m jest El Tigre. Piramidy w El Mirador często mają zaokrąglone naroża.
Charakterystyczna dla El Mirador są wielkie głowy, czy maski bogów wykonane z nieobrobionych bloków kamiennych i zaprawy wapiennej.
W obrębie miasta, jak i poza nim znajdowały się położone na nasypach i utwardzone drogi – sacbé, które umożliwiały przemieszczanie się w porze deszczowej.